# 성우진 (배우)
성우진(1976년 5월 18일 ~ )은 대한민국의 배우이다.

## 이력
1993년 연극배우 첫 데뷔하였고 1994년 KBS 드라마에 첫 출연하였으며 이후 방송 3사 TV 드라마 단역을 거치다가 2000년 SBS 공채 탤런트 정식 데뷔하였다.

## 출연작

### 드라마
- 1994년 KBS 《한명회》
- 1994년 KBS 《딸부잣집》
- 1995년 MBC 《호텔》
- 1995년 MBC 《사랑을 기억하세요》
- 1995년 SBS 《아스팔트 사나이》
- 1995년 EBS 《언제나 푸른 마음》
- 1995년 SBS 《째즈》
- 1996년 KBS 《스타트》 ... 김민의 6촌 형 김태문 역
- 2001년~2002년 SBS 《화려한 시절》
- 2002년~2003년 SBS 《야인시대》 ... 삼수 역
- 2005년~2006년 SBS 《서동요》
- 2006년 SBS 《사랑과 야망》
- 2006년~2007년 SBS 《연개소문》 ... 양광의 아들 양소역(우복야 양소 아님)
- 2007년 SBS 《외과의사 봉달희》
- 2007년 SBS 《사랑하기 좋은 날》
- 2007년 SBS 《황금신부》
- 2007년 SBS 《완벽한 이웃을 만나는 법》
- 2007년 SBS 《칼잡이 오수정》 - 오수정과 고만수의 동창 역
- 2007년~2008년 SBS 《왕과 나》
- 2008년 SBS 《온에어》
- 2008년 SBS 《우리집에 왜왔니》

### 영화
- 《나두야 간다》 (2004년)
- 《여기는 어디냐?》 (2005년)

### 교양
- 2005년~2007년 MBC 《현장기록 형사》
- 2008년 SBS 《TV로펌 솔로몬》

## 학력
- 서울예술대학 연극
- 숭실고등학교
- 숭실중학교